# Гордон, Александр, 4-й герцог Гордон
Александр Гордон, 4-й герцог Гордон (англ. Alexander Gordon, 4th Duke of Gordon; 18 июня 1743 — 17 июня 1827) — шотландский аристократ, описанный Каймсом как «величайший подданный Британии», а также был известен как «Петух Севера», традиционный эпитет, прилагаемый к главе клана Гордонов. С 1743 по 1752 год он был известен как маркиз Хантли.

## Ранняя жизнь

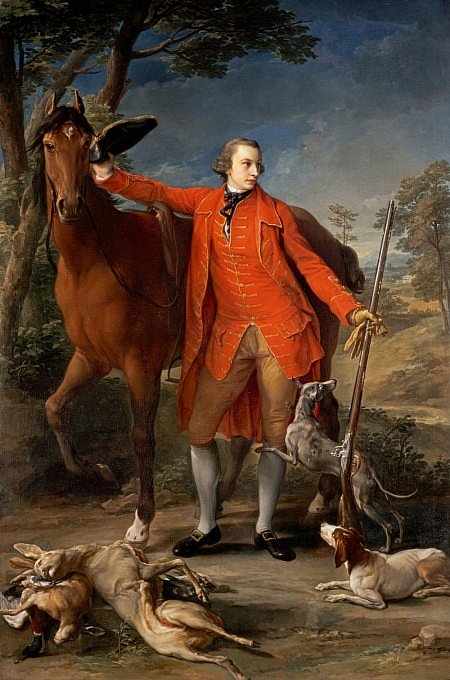
Молодой герцог Гордон в 1764 году, художник Помпео Батони. Национальная галерея Шотландии, Эдинбург

Александр Гордон родился в замке Гордон, Фохаберс, 18 июня 1743 года, старший сын Космо Гордона, 3-го герцога Гордона (1720—1752), и его жены, леди Кэтрин Гордон (1718—1779), дочери Уильяма Гордона, 2-го графа Абердина. Он получил образование в Итоне и, возможно, в Харроу. В 1752 году он стал 4-м герцогом Гордоном. Его младшим братом был лорд Джордж Гордон (1751—1793), который подстрекал Гордонов к беспорядкам.
В 1767 году Александр Гордон был избран пэром-представителем Шотландии в Палату лордов Великобритании. В 1778 году правительство выделило средства, чтобы создать три пригодный для обороны полков в Северной Британии, один из которых был 'Gordon Fencibles' or North Fencibles', созданный Гордоном для Англо-французской войны 1778—1783, он был распущен в 1783 году. Александр Гордон был награждён, став кавалером Ордена Чертополоха в 1775 году. 7 июля 1784 года для него были созданы титулы барона Гордона из Хантли в графстве Глостершир и графа Норвича в графстве Норфолк (Пэрства Великобритании). Его новые титулы не пользовались всеобщей популярностью. Считалось, что он принимал обозначения, на которые не имел права. Шотландское пэрство описывало пэрство Гордона Хантли как «абсурдный образец пэрской топографии. Деревня Хантли, расположенная в четырёх милях от Ньюента в Глостершире, по-видимому, не имела никакого отношения ни к семье Гордонов, ни к городу Хантли в Северной Британии». Джордж Эдвард Кокайн в «The Complete Peerage» говорит следующее относительно выбора герцогом Норвича для его графства: «Его прабабушка была дочерью 5-го герцога Норфолка и 1-го графа Нориджа, но, хотя этот титул угас в 1777 году, его представление не имело отношения к потомкам этой леди».
Александр Гордон был хранителем Великой печати Шотландии с 1794—1806, 1807—1827 годах. В 1793—1827 годах он был ректором Королевского колледжа в Абердине. Кроме того, он был лордом-лейтенантом Абердиншира в 1794—1808 годах. Он получил орден Чертополоха от короля Великобритании Георга III 11 января 1775 года. «Словарь национальной биографии» описывал его так: «Ко времени женитьбы герцог слыл одним из самых красивых мужчин своего времени».
Он сформировал 92-й пехотный полк (Гордонские хайлендеры) в 1794 году для французских революционных войн. Он отвечал за создание новой деревни Фохаберс, а также деревни Томинтул и Портгордон в Банффшире. Он также считается основателем породы собак Гордон Сеттер, популяризировав 200-летнюю породу в 18 веке, а затем формализовав её стандарт породы в 1820 году.
Александр Гордон был восторженным сторонником и покровителем музыки Уильяма Маршалла (1748—1833), шотландского скрипача и композитора, известного своими многочисленными стратспеями, который выступал в качестве управляющего домом Гордонов.

## Браки и семья

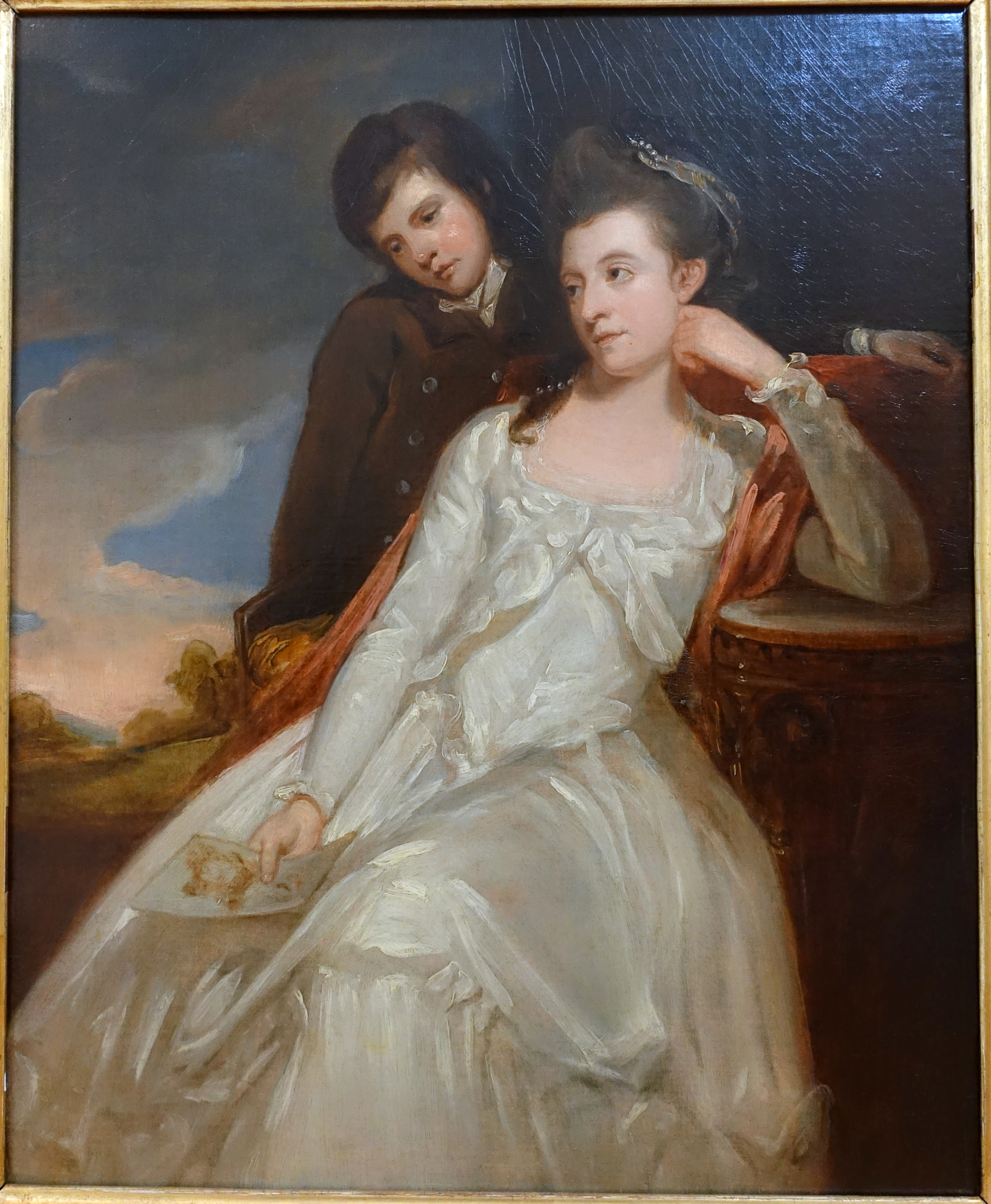
Джейн, герцогиня Гордон, со своим старшим сыном Джорджем Дунканом Гордоном (1770—1836), художник Джордж Ромни

Александр Гордон женился первым браком 23 октября 1767 года в Эйтоне, Скоттиш-Бордерс, а затем в доме мистера Фордайса на Аргайл-стрит, Эдинбург, на Джейн Максвелл (1748/1749 — 14 апреля 1812), дочери сэра Уильяма Максвелла, 3-го баронета Монреаля, от его жены Магдалены Блэр, дочери Уильяма Блэра из Блэра, Айршир. Джейн описана автором дневника сэром Натаниэлем Рексоллом как прославленная красавица. С 1787 года она была частью социального центра партии тори и была описана в Женском жокейском клубе 1794 года как обладающая «открытым румяным лицом, быстрым в остроумии, и никто не превосходил её в выполнении почестей стола, её общество обычно ухаживало».
Брак герцога и герцогини с самого начала был бурным, и ни один из них не прилагал особых усилий, чтобы быть верным другому. За несколько лет до смерти она сильно отдалилась от герцога. В то время как герцогиня вращалась в центре общества, герцог жил в уединении в замке Гордон. Элизабет Грант упоминает «Огромную ширину Шпея, моста в Фохаберсе и вид башен замка Гордон среди группы деревьев, которые скрывали остальную часть здания … герцог жил очень неблаговидно в этом уединении, потому что он был очень мало замечен и, я полагаю, предпочитал уединение.»
Герцогиню лучше всего помнят за то, что она положила королевский шиллинг между зубами, чтобы помочь вербовке горцев Гордона, которые были основаны её мужем. Однако она также обладала непревзойденной способностью к сватовству. Из пяти её дочерей три были замужем за герцогами Ричмондом, Манчестером и Бедфордом, а одна — за маркизом Корнуоллисом.
Герцогиня Гордон умерла в отеле Палтни, Пиккадилли, Мидлсекс, 14 апреля 1812 года и была похоронена в своей любимой Кинраре около Авимора. После её смерти Александр женился в церкви Фохаберса (вероятно, Белли) в июле 1820 года на Джейн (Джин) Кристи (ок. 1780 — 27 июля 1824), которая была уроженкой Фохаберса и тогда ей было около 40 лет. У Александра уже было от неё четверо детей. После свадьбы она жила в роскоши, но не в замке, а в городском доме в Фохаберсе. Она утверждала, что, проживая в замке, который герцог перестроил и значительно расширил, никто из его друзей не будет навещать его.
Одному из незаконнорожденных сыновей герцога, полковнику Чарльзу Гордону, досталось поместье Гластерим близ Порт-Гордона. Любопытно, что полковник Гордон был большим любимцем покойной герцогини. Элизабет Грант описывала полковника Гордона как «очень любимого лордом Хантли, на которого он чрезвычайно походил, и поэтому мог бы сделать лучше для себя и всех, кто ему принадлежал, если бы Гордонские мозги не были у него самыми светлыми».
Джейн Кристи умерла 17 июня 1824 года. Сам герцог скоропостижно скончался на Маунт-стрит на Беркли-сквер 17 июня 1827 года и был похоронен в Элгинском соборе. Ему наследовал его сын Джордж Гордон, 5-й герцог Гордон.

## Потомство
У герцога было в общей сложности семь детей от первой жены:
- Леди Шарлотта Гордон (20 сентября 1768 — 5 мая 1842), вышла замуж в 1789 году за Чарльза Леннокса, 4-го герцога Ричмонда (1764—1819). Она была хозяйкой бала герцогини Ричмондской — «самого знаменитого бала в истории»[6] и в конце концов унаследовала все обширные поместья семьи Гордонов.
- Джордж Гордон, 5-й герцог Гордон (2 февраля 1770 — 28 мая 1836), старший сын и преемник отца
- Леди Мадлен Гордон (1772 — 31 мая 1847), 1-й муж с 1789 года сэр Роберт Синклер, 7-й баронет (1763—1795), 2-й муж с 1805 года Чарльз Фиш Палмер (1769—1843) из Лакси-Парка, Беркшир
- Леди Сьюзен Гордон (2 февраля 1774 — 26 августа 1828), муж с 1793 года Уильям Монтегю, 5-й герцог Манчестерский (1771—1843)
- Леди Луиза Гордон (27 декабря 1776 — 5 декабря 1850), муж с 1795 года Чарльз Корнуоллис, 2-й маркиз Корнуоллис (1774—1823)
- Леди Джорджиана Гордон (18 июля 1781 — 24 февраля 1853), муж с 1803 года Джон Рассел, 6-й герцог Бедфорд (1766—1839)
- Лорд Александр Гордон (1785 — 8 января 1808), офицер британской армии, не был женат.

## В популярной культуре
Александра Гордона дважды неправильно изображали сражающимся в битве при Ватерлоо: в фильме 1970 года «Ватерлоо», где его сыграл Руперт Дэвис, и в эпизоде «Прощание солдата», где его сыграл Джон Лори.

## Титулы
- 4-й герцог Гордон (с 5 августа 1752 года)
- 1-й барон Гордон из Хантли, Глостершир (с 7 июля 1784)
- 5-й лорд Баденох, Лохабер, Стратейвон, Балморе, Охиндун и Кинкардин (с 5 августа 1752)
- 7-й маркиз Хантли (с 5 августа 1752)
- 4-й маркиз Хантли (с 5 августа 1752)
- 4-й граф Хантли и Энзи (с 5 августа 1752)
- 4-й виконт Инвернесс (с 5 августа 1752)
- 7-й граф Энзи (с 5 августа 1752)
- 1-й граф Норвич (с 7 июля 1784)
- 7-й лорд Гордон из Баденоха (с 5 августа 1752)
- 12-й граф Хантли (с 5 августа 1752)
- 12-й барон Мордаунт (с 22 июня 1819 года).